# Aleksandar Markov
Aleksandar Markov   (Sofia, 17 d'agost de 1961) és un exfutbolista búlgar de les dècades de 1980 i 1990.
Fou 20 cops internacional amb la selecció búlgara amb la qual participà en la Copa del Món de Futbol de 1986.
A nivell de club destacà a Levski Sofia. Al final de la seva carrera jugà als Estats Units als clubs Hampton Roads Mariners i Atlanta Silverbacks.